# Weihmichl

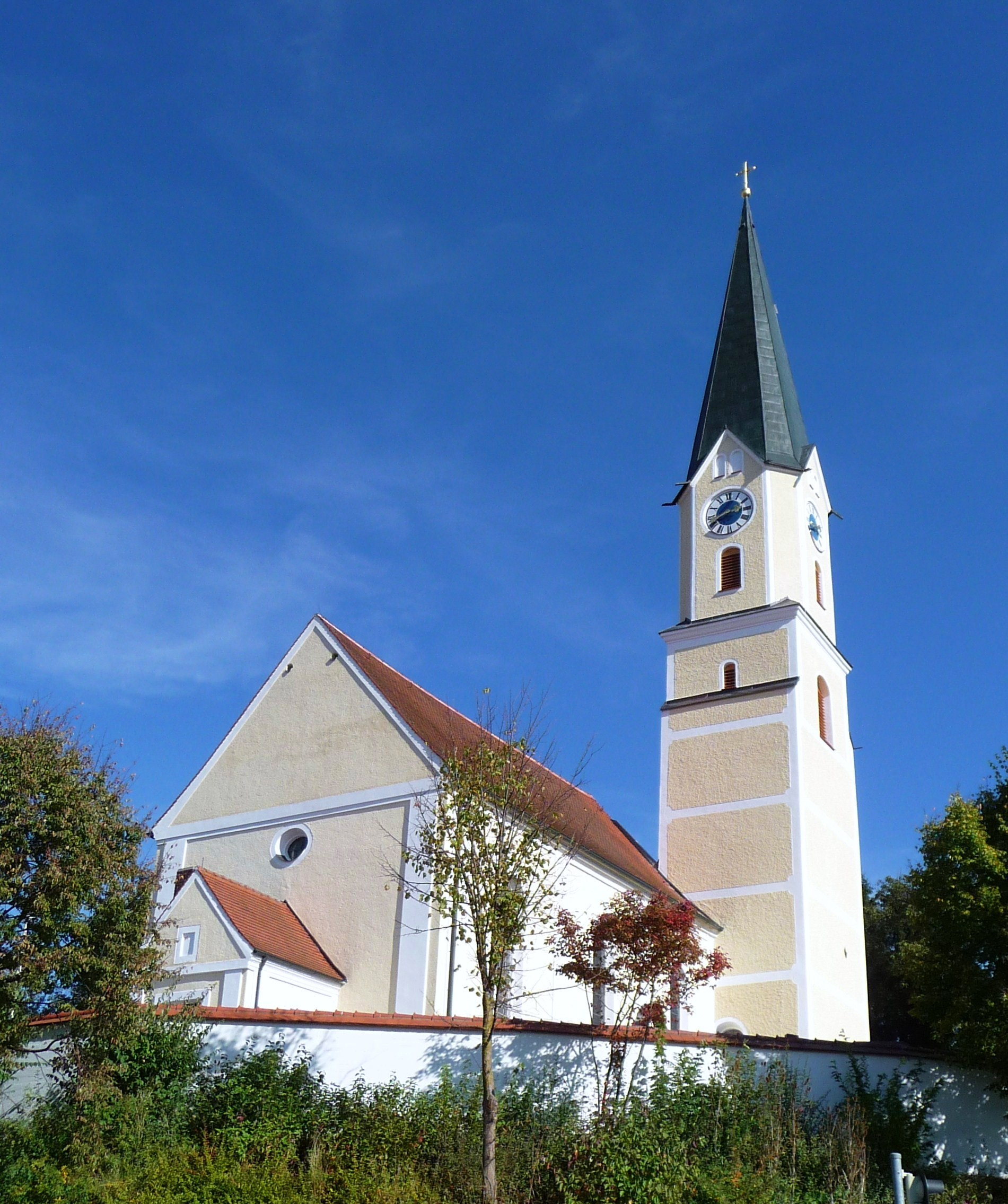
Die Pfarrkirche St. Willibald in Weihmichl

Weihmichl ist eine Gemeinde im niederbayerischen Landkreis Landshut. Die Gemeinde ist Mitglied der Verwaltungsgemeinschaft Furth.

## Geografie

### Geografische Lage
Der Ort liegt etwa 14 Kilometer nordwestlich von Landshut in der Hallertau an der Bundesstraße 299. Hier mündet das Edenlander Bächlein in die Pfettrach.

### Gemeindegliederung
Weihmichl hat 28 Gemeindeteile (in Klammern ist der Siedlungstyp angegeben):
- Aich (Einöde)
- Ebensland (Einöde)
- Edenland (Dorf)
- Gabisreuth (Weiler)
- Haimhausen (Einöde)
- Halshorn (Weiler)
- Jungreuth (Einöde)
- Katzenthal (Einöde)
- Kittlau (Einöde)
- Kornmühle (Einöde)
- Liebeneck (Einöde)
- Oberndorf (Dorf)
- Oberneuhausen (Kirchdorf)
- Oberschwendt (Einöde)
- Schachten (Einöde)
- Stollnried (Kirchdorf)
- Straßhäusl (Einöde)
- Täublmühle (Einöde)
- Untergrub (Einöde)
- Unterkreutholz (Einöde)
- Unterneuhausen (Pfarrdorf)
- Unterschwendt (Weiler)
- Vorthan (Einöde)
- Weihern (Einöde)
- Weihmichl (Pfarrdorf)
- Wochesland (Einöde)
- Zell (Weiler)
- Zell am Berg (Einöde)

## Geschichte

### Bis zum 19. Jahrhundert
Funde aus der Jungsteinzeit und der Bronzezeit, darunter vorgeschichtliche Grabhügel, verdeutlichen die frühe Besiedelung des fruchtbaren Landstriches zwischen dem Isartal und dem Donauraum. Die Geschichte der Gemeinde beginnt mit der Eroberung der Gegend südlich der Donau durch die Römer im Jahre 15 vor Christus. Das Gebiet der heutigen Gemeinde Weihmichl gehörte für die nächsten 500 Jahre zur römischen Provinz Raetia. Von der Anwesenheit der Römer künden noch heute ein Römer-Weg in Neuhausen und eine befestigte Römerstraße in Weihmichl.
Im 8. Jahrhundert erhielt das inzwischen christianisierte Land eine feste kirchliche Organisation. Neuhausen gehörte seit 814 zum Kloster Sankt Emmeram in Regensburg, Weihmichl wurde 1256 als diesem Kloster zugehörig eingestuft.
Dem Ortsnamen nach war die erste Kirche dem heiligen Michael geweiht, denn althochdeutsch wih bedeutet „heilig“. Urkundlich erscheint der Ort erstmals im Jahre 1060, als der edle Rotperus die Hofhaltung zu Wihenmichel, die er vom früheren Bischof Gebhard zu Eichstätt (seit 1055 Papst Viktor II.) zu leihen erhalten hatte, an das dortige Domkapitel zurückgibt.
In den letzten Jahren des Dreißigjährigen Kriegs, 1646, 1647 und 1648, wurden die Orte im heutigen Gemeindegebiet beim Einfall von Söldnerhaufen unter schwedischer Führung verwüstet.
Die Gemeinde hat eine vorwiegend landwirtschaftliche Struktur mit zahlreichen mittleren Handwerksbetrieben. Viele Arbeitnehmer sind als Pendler in Landshut oder München beschäftigt.

### 20. und 21. Jahrhundert
Im Dezember 1984 wurde die Mehrzweckhalle bei der Schule in Unterneuhausen ihrer Bestimmung übergeben. Seit 1996 gibt es die Kommunale Volkshochschule Weihmichl. Das ehemalige Schulhaus in Weihmichl wurde einer Gesamtsanierung unterzogen und am 1. Juni 2001 im Beisein von Staatsminister Erwin Huber als „Haus der Begegnung“ wiedereröffnet. Es beherbergt den Kindergarten und seit September 2005 die Bücherei, nachdem die Teilhauptschule I aufgelöst wurde. Im Jahre 2011 wurde eine Kinderkrippe an das bereits bestehende Gebäude angebaut.

### Eingemeindungen
Im Zuge der Gebietsreform in Bayern wurde die Gemeinde Stollnried am 1. Juli 1972 in die Gemeinde Neuhausen bei Landshut eingegliedert. Am 1. Mai 1978 kam die Gemeinde Neuhausen bei Landshut zur Gemeinde Weihmichl.

### Einwohner
Gemäß Bayerischem Landesamt für Statistik  haben sich die Einwohnerzahlen jeweils zum 31. Dezember eines Jahres wie folgt entwickelt:
| Stand | Einwohner |
| ----- | --------- |
| 1960  | 1308      |
| 1970  | 1399      |
| 1980  | 1678      |
| 1990  | 1985      |
| 1995  | 2192      |
| 2000  | 2383      |
| 2005  | 2503      |

| Stand | Einwohner |
| ----- | --------- |
| 2006  | 2496      |
| 2007  | 2471      |
| 2008  | 2463      |
| 2009  | 2456      |
| 2010  | 2481      |
| 2011  | 2454      |
| 2012  | 2470      |

| Stand | Einwohner |
| ----- | --------- |
| 2013  | 2465      |
| 2014  | 2496      |
| 2015  | 2483      |
| 2016  | 2494      |
| 2017  | 2508      |
| 2017  | 2518      |

Seit 1972, dem Jahr der Gemeindereform, hat sich die Einwohnerzahl bis 2016 um 1043 Personen erhöht. Das entspricht einem Wachstum von 71,88 Prozent. In den letzten zehn (fünf) Jahren wuchs sie um 0,93 (0,97) Prozent.
| Alter         | Einwohner nach Alter |
| ------------- | -------------------- |
| jünger als 18 | 20,8 %               |
| 18 bis 29     | 13,1 %               |
| 30 bis 49     | 30,1 %               |
| 50 bis 64     | 20,4 %               |
| älter als 65  | 15,6 %               |

## Politik
Acht Monate nach Kriegsende fanden am 27. Januar 1946 die ersten Kommunalwahlen (Gemeinderatswahlen) in den kreisangehörigen Gemeinden Bayerns statt. In den Monaten April und Mai 1946 folgten dann noch die ersten Wahlen der Bürgermeister, Landräte sowie Kreistage. 2006 wurde das 60-jährige Jubiläum begangen.
Die Gemeinde Weihmichl ist Mitglied in folgenden Zweckverbänden:
- Regionaler Planungsverband Landshut
- Schulverband Furth
- Zweckverband zur Wasserversorgung der Pfettrach-Gruppe
- Zweckverband zur Wasserversorgung Rottenburger Gruppe Pattendorf[10]

### Gemeinderat
Die Gemeinderatswahlen seit 2008 ergaben folgende Sitzverteilungen:
| Partei/Liste                                 | Sitze | Sitze | Sitze |
| Partei/Liste                                 | 2020  | 2014  | 2008  |
| -------------------------------------------- | ----- | ----- | ----- |
| CSU                                          | 61    | 5     | 5     |
| Wählerblock Weihmichl                        | 6     | 7     | 6     |
| Freie Christliche Wähler Neuhausen-Weihmichl | 2     | 2     | 3     |

12020: CSU und Wählergemeinschaft

### Bürgermeister
Erster Bürgermeister ist Hans-Peter Deifel.
Ehemalige Bürgermeister
| Amtszeit  | Bürgermeister   |
| --------- | --------------- |
| 2008-2020 | Sebastian Satzl |
| 1996–2008 | Johann Leipold  |

### Wappen
| Wappen von Weihmichl | Blasonierung: „In Blau unter einer silbernen Balkenwaage rechts eine goldene heraldische Lilie, links ein herschauender silberner Löwe mit verschlungenem Schwanz.“ |
| Wappen von Weihmichl | Wappenbegründung: Die Figuren im Gemeindewappen symbolisieren die Zusammensetzung der Gemeinde Weihmichl seit der Gebietsreform 1978 aus den früher selbstständigen Gemeinden Weihmichl, Neuhausen bei Landshut und Stollnried (1972 zu Neuhausen). Alle drei Gemeinden führten vor der Zusammenlegung eigene Wappen, aus denen Elemente in das neue Wappen übernommen wurden. Die Balkenwaage ergibt als Attribut des heiligen Michael ein redendes Symbol für den Orts- und Gemeindenamen. Der Name Weihmichl gehört zur ältesten Schicht patrozinialer Ortsnamen in Bayern; „Weih-“ ist die alte volkstümliche Form von „Sankt“. Das Willibaldspatrozinium der Pfarrkirche deutet auf sehr frühe Beziehungen zur Bischofskirche von Eichstätt hin, die urkundlich für 1060 nachweisbar sind und im alten Wappen von Weihmichl durch eine Bischofsmitra repräsentiert wurden. Die Lilie, ein Mariensymbol, repräsentiert den Ortsteil Stollnried und verweist auf die Grundherrschaft des Klosters Seligenthal und auf die Marienwallfahrt in Stollnried. Der Löwe ist dem Wappen der Grafen von Lodron entnommen, die von der Mitte des 17. Jahrhunderts bis 1781 als Besitzer der Hofmark Unterneuhausen (mit Oberneuhausen) in der Geschichte der früheren Gemeinde Neuhausen eine wichtige Rolle spielten. Graf Hieronymus Maria von Lodron ließ um 1770 die Pfarrkirche in Unterneuhausen neu erbauen. Die Tingierung in Silber und Blau unterstreicht die historische Zugehörigkeit des Gemeindegebiets zum wittelsbachischen Herzogtum und Kurfürstentum Bayern. Wappenführung seit 1992 |

## Wirtschaft und Infrastruktur
In Folge einer entsprechenden Bewertung der Wirtschaftskraft erhält die Gemeinde Weihmichl Schlüsselzuweisungen. Zwischen 2015 und 2018 bewegt sich der entsprechende Betrag zwischen 520.000 und 575.000 Euro. Nach einem Einbruch im Jahr 2019 um etwa die Hälfte auf 370.964 Euro stiegen sie für das 2020 wieder um 21,6 Prozent auf 451.028 Euro.
| Zuweisungen an     | Jahr    | Jahr    | Jahr    | Jahr    | Jahr    | Jahr    |
| Zuweisungen an     | 2015    | 2016    | 2017    | 2018    | 2019    | 2020    |
| ------------------ | ------- | ------- | ------- | ------- | ------- | ------- |
| Gemeinde Weihmichl | 522.496 | 574.388 | 566.228 | 568.168 | 370.964 | 451.028 |

### Breitbandausbau
Im Rahmen der Richtlinie zur Förderung des Aufbaus von Hochgeschwindigkeitsnetzen im Freistaat Bayern vom 10. Juli 2014 steht den Gemeinden ein Förderbetrag von mindestens 500.000 Euro und maximal 950.000 Euro zur Verfügung; für Weihmichl beträgt dieser bis zu 870.000 Euro.

### Bauen und Wohnen
| Gemeindeteil   | Wohnbauflächen ausgewiesene Baugebiete | unbeplanter Innenbereich | ausgewiesene gewerbliche Bauflächen | Ackerland |
| -------------- | -------------------------------------- | ------------------------ | ----------------------------------- | --------- |
| Weihmichl      | 140 €                                  | 120 €                    | 55 €                                | 6 €       |
| Unterneuhausen | 105 €                                  | 95 €                     | 50 €                                | 6 €       |
| Oberneuhausen  |                                        | 75 €                     |                                     | 6 €       |
| Edenland       |                                        | 55 €                     |                                     | 6 €       |
| Stollnried     |                                        | 45 €                     |                                     | 6 €       |
| Oberndorf      |                                        | 45 €                     |                                     | 6 €       |

### Verkehr

#### Straßen
Den ältesten Verkehrsweg der Gemeinde Weihmichl stellt die Römerstraße dar, die von Regensburg her kommend durch Neuhausen nach Moosburg verläuft.
Die 1980 gebaute und 2010 erneuerte B 299 ist die wichtigste Verkehrsader der Gemeinde. Derzeit führt sie mitten durch die Orte Neuhausen, Arth und Weihmichl. Seit mehreren Jahrzehnten werden Ortsumfahrungen diskutiert, um diese vom Durchgangsverkehr zu entlasten.
Außerdem verlaufen die Kreisstraßen LA 12, LA 23 und LA 24 durch das Gemeindegebiet.

#### Eisenbahn
Der Personenverkehr auf der 1900 eröffneten Bahnstrecke Landshut–Rottenburg, an der unter anderem Weihmichl und Neuhausen liegen, wurde 1974 wegen mangelnder Frequenz eingestellt; der Güterverkehr folgte 1998. Der Verkehr wurde auf die verschiedenen Straßen der Umgebung verlagert.
Seit 2011 fährt wieder eine Museumsbahn auf dem verbliebenen Abschnitt Landshut-Neuhausen (BayernBahn).

## Sehenswürdigkeiten

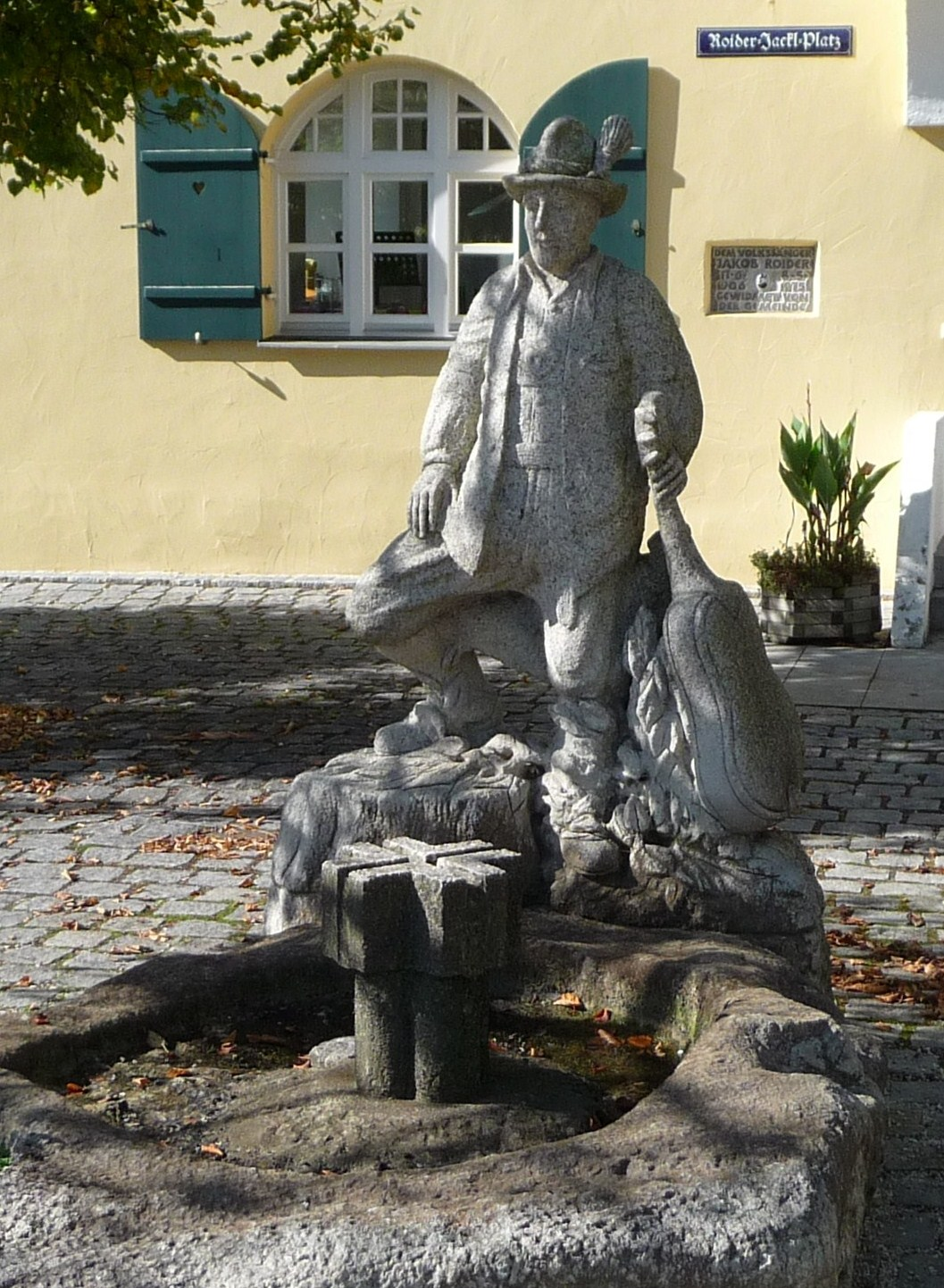
Roider-Jackl-Brunnen vor dem Haus der Begegnung in Weihmichl

Zu den bedeutendsten Sehenswürdigkeiten der Gemeinde zählen die gotische Filialkirche Mariä Himmelfahrt in Stollnried, die barocke Pfarrkirche St. Laurentius in Unterneuhausen sowie die ebenfalls barocke Pfarrkirche St. Willibald in Weihmichl. Deren im 19. Jahrhundert mit einem Spitzhelm aufgestockter Kirchturm hat spätgotische Untergeschosse aus dem 15. Jahrhundert. Der Chor und das Schiff wurden 1725 bis 1730 im barocken Stil neu erbaut. Das Kirchenschiff ist zu drei Jochen gegliedert, der eingezogene zweiachsige Chor ist rund geschlossen. Beim Haus der Begegnung im Ortszentrum von Weihmichl befindet sich der Roider-Jackl-Brunnen.

## Söhne und Töchter der Gemeinde
- Max Mikorey (1850–1907), Opernsänger[24]
- Bastian Schmid (1870–1944) Verhaltensforscher, Pädagoge, Hochschullehrer, Herausgeber von naturwissenschaftlichen Buchserien und Zeitschriften sowie Verfasser von zahlreichen Tierbüchern
- Roider Jackl (1906–1975), Förster und Gstanzlsänger